# Equator Records
 (mars 2022).
Si vous disposez d'ouvrages ou d'articles de référence ou si vous connaissez des sites web de qualité traitant du thème abordé ici, merci de compléter l'article en donnant les références utiles à sa vérifiabilité et en les liant à la section « Notes et références ».
Cet article concerne le label canadien de musique. Pour le label kényan de musique, voir Equator Records (Kenya).
Equator Records est un label de musique indépendante fondé en 2006 à Montréal, au Québec, par le groupe Islands.
Equator a notamment publié trois disques : Return to the Sea d'Islands, Hind Hind Legs des Lovely Feathers et Stay Under the Stars de Teitur.